# Holm Feyerabend
Holm Feyerabend (* 1970) ist ein ehemaliger deutscher Basketballspieler. Er spielte für Brandt Hagen in der Bundesliga.

## Laufbahn
Feyerabend spielte von 1989 bis 1993 für Brandt Hagen (1989/90 noch unter dem Namen Goldstar Hagen) in der Basketball-Bundesliga. Später lief der 1,96 Meter große Aufbau- und Flügelspieler noch für den SC Aplerbeck, den TV Salzkotten, den TSV Vorhalle 1879 sowie den VFK Hagen 09 auf. Mit VFK Hagen wurde er 2010 und 2014 deutscher Ü35-Meister.
Beruflich wurde Feyerabend als Rechtsanwalt und Notar tätig.